# Pszczoły sępowe
Pszczoły sępowe – niewielka grupa trzech blisko spokrewnionych gatunków bezżądłowych pszczół z rodzaju Trigona (plemię Meliponini), które żywią się gnijącym mięsem, a nie pyłkiem lub nektarem. Są to jedyne znane pszczoły, które nie żywią się produktami roślinnymi. To niezwykłe zachowanie odkryto dopiero w 1982 r., prawie dwa stulecia po pierwszym zaklasyfikowaniu pszczół. 
Trigona necrophaga zakłada gniazda tylko w żywych drzewach o średnicy 46–70 cm. Wejścia do dziupli z gniazdami znajdują się na wysokości od 1,2 do 8,0 m nad poziomem terenu. Wszystkie zbadane gniazda występowały pojedynczo na drzewach i nie były zajęte przez inne pszczoły bezżądłowe. Dwa drzewa, w których zagnieżdżono pszczoły, zidentyfikowano jako Lecythis (rodzina czaszniowate – Lecythidaceae – ok. 400 gatunków drzew, rzadziej krzewów, spotykanych w strefie tropikalnej) i Calophyllum longifolium (gatunek z rodziny kluzjowatych, okrętnicowatych – Clusiacaceae, Guttiferae). W pojedynczym gnieździe żyło 1000–3000 robotnic. Według opinii, opisujących te pszczoły naukowców, miód był słodki (71–75% cukru) i względnie czysty. W niektórych kubeczkach (komórkach do przechowywania) znaleziono materię błyszczącą w kolorze czarnym do szarozielonego, bardziej zbitą. W innych zmagazynowana była substancja ciemnopomarańczowa o konsystencji bardziej ciekłej. Trigona necrophaga może mieć dodatkowe mikroorganizmy mutualistyczne, ponieważ tylko ten gatunek ma charakterystyczne szaro-zielone białko i pięć gatunków z rodzaju Bacillus w naczyniach żywnościowych i komórkach zarodkowych. Wszystkie trzy gatunki pszczół sępowych wytwarzają słodki, czysty miód, który zawiera trochę pyłku, ale jest nieznanego pochodzenia. Wszystkie trzy gatunki są obligatoryjnymi nekrofagami. Nekrofagia rozwinęła się tylko raz wśród pszczół w Ameryce Południowej.
Trzy gatunki w tej grupie to:
- Trigona crassipes (Fabricius, 1793)
- Trigona necrophaga (Camargo i Roubik, 1991)
- Trigona hypogea
  - Trigona hypogea robustior (Schwarz, 1948)
  - Trigona hypogea hypogea (Silvestri, 1902)